# Catagonus
Catagonus – wymarły rodzaj ssaków z rodziny pekariowatych (Tayassuidae). 

## Zasięg występowania
Szczątki sybfosylne zostały znalezione w plioceńskich osadach na terenie Ameryki Południowej.

## Systematyka

### Etymologia
- Catagonus: gr. κατα kata ‘pochyły’; γωνια gōnia ‘kąt’[4].
- Interchoerus: łac. inter ‘pomiędzy’[5]; χοιρος khoiros ‘świnia’[6]. Gatunek typowy: †Listriodon bonaerensis Ameghino, 1904.

### Podział systematyczny
Opisano dwa gatunki:
- Catagonus bonaerensis (Ameghino, 1904)[3]
- Catagonus metropolitanus Ameghino, 1904[1]

Niektóre ujęcia systematyczne umiyszczały w tym rodzaju żyjący współcześnie gatunek pekarczyk czakoański (Parachoerus wagneri), jednak analizy filogenetyczne wykazały że P. wagneri jest bliżej spokrewniony z wymarłym gatunkiem Parachoerus carlesi.